# Mats Svensson (författare)
Mats Åke Svensson, född 1973, är en svensk författare och civilingenjör. Svensson debuterade som författare 2020 med boken Den trettonde bomben. 